# Kleiner Esparsetten-Bläuling

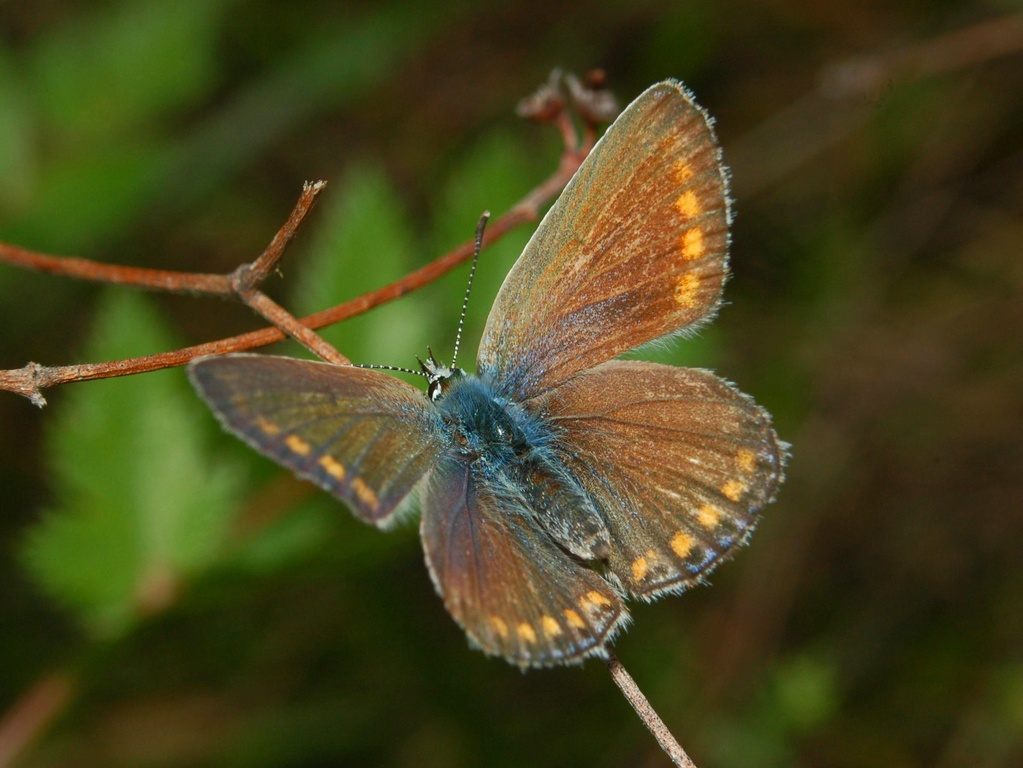
Weibchen

Der Kleine Esparsetten-Bläuling (Polyommatus thersites) ist ein Schmetterling (Tagfalter) aus der Familie der Bläulinge (Lycaenidae).

## Beschreibung
Die Flügeloberseiten der Weibchen sind rötlich-pupurblau gefärbt. Vertreter beider Geschlechter besitzen in der Frühjahrsgeneration grau gefärbte Hinterflügelunterseiten während sie in der Sommergeneration sandbraun ist. Die Weibchen der Sommergeneration sind auf der Oberseite braun, die Vorderflügelunterseite ist gelbgrau. Die Falter ähneln dem Hauhechel-Bläuling (Polyommatus icarus), sie sind aber kleiner und beide Geschlechter besitzen auf der Unterseite des Vorderflügels keine Basalflecke.

## Flugzeit
Polyommatus thersites bildet im Jahr zwei Generationen, diese sind oft mit Polyommatus icarus vergesellschaftet. In Deutschland fliegt die Falter der ersten Generation in Abhängigkeit von der geographischen Lage und Höhe etwa ab Anfang Mai. Im Juli beginnt die Flugzeit der zweiten Generation. Das Auftreten der Sommergeneration ist in heißen Gegenden sehr stark von den Witterungsbedingungen und damit vom Vorhandensein der Futterpflanze abhängig. In Marokko kann im September und Oktober eine dritte Generation auftreten.

## Lebensraum
Der Kleine Esparsetten-Bläuling ist wärmeliebend und kommt an trockenen, felsigen und strauchbewachsenen Orten vor. Dazu zählen grasige Stellen zwischen Gebüschen, Wiesen und auch aufgelassenes Kulturland.

## Lebensweise
Die Eiablage erfolgt an den Blättern der Raupenfutterpflanzen. Dazu zählen verschiedene Esparsettenarten wie die Saat-Esparsette (Onobrychis viciifolia), Onobrychis caput-galli (Griechenland) und Onobrychis peduncularis (Marokko). Die Raupen fressen an den Blättern, ohne die Blattader zu schädigen. Die Raupen überwintern. Die Larven leben myrmekophil mit verschiedenen Arten folgender Ameisengattungen zusammen: Myrmica, Tapinoma, Lasius.

## Verbreitung
Der Kleine Esparsetten-Bläuling ist von Marokko (Hoher Atlas, 1.500 bis 2.000 Meter) und den Süden Portugals über Spanien, Frankreich (Pyrenäen) bis nach Deutschland (etwa 51°N) verbreitet. In Österreich finden sich die größten Populationen in Niederösterreich, in den letzten Jahren konnte die Art auch wieder in Kärnten (Hohe Tauern) entdeckt werden. Weiterhin kommt die Art in Ost- und Südosteuropa vor, ebenso wie im europäischen Teil der Türkei. Nicht vertreten ist er auf den Mittelmeerinseln mit Ausnahme von Sizilien, Samos, Kos und Rhodos.

## Gefährdung und Schutz
- Rote Liste BRD: 3 (gefährdet).[4]